# Dutzendteich (Nürnberg)
Dutzendteich (nürnbergisch: Dudsadai)  ist ein statistischer Bezirk im Süden Nürnbergs, der zum Statistischen Stadtteil 3 „Südöstliche Außenstadt“ gehört. Der Bezirk besteht aus den Distrikten 300 Dutzendteich (Kongresshalle, Stadion) und 301 Dutzendteich (Volkspark, Messezentrum).

## Geographie

### Lage
Die ehemalige Einöde befand sich am Nordwestufer des Großen Dutzendteichs, der vom Langwasser, einem linken Zufluss der Pegnitz, gespeist wird. An ihrer Stelle führt heute die Bundesstraße 4 R (Bayernstraße) vorbei. Den größten Raum nehmen die Teiche und Park- und Freizeitanlagen ein (Volkspark, Zeppelinwiese, Max-Morlock-Stadion). Das Reichsparteitagsgelände befindet sich ebenfalls im Bezirk Dutzendteich.

## Geschichte
Der Ort wurde im Jahr 1337 als „weyerstete obendig der burger weyer“ erstmals schriftlich erwähnt. 1490 wurde der Ort „Dutschetey“ genannt. Das Bestimmungswort des Flurnamens ist wahrscheinlich das mittelhochdeutsche Wort „dutze“ (=Schilfrohrkolben), was auf die sumpfige Beschaffenheit des Geländes verweist. In den 1430er Jahren wurde der Dutzendteich durch das Aufstauen des Langwassers und weiterer Bäche künstlich geschaffen. Bis ins 19. Jahrhundert wurden am Dutzendteich Mühlen und Hammerwerke betrieben.
Gegen Ende des 18. Jahrhunderts bestand Dutzendteich aus 4 Anwesen. Das Hochgericht übte die Reichsstadt Nürnberg aus, was aber von den brandenburg-ansbachischen Oberämtern Cadolzburg und Burgthann bestritten wurde. Alleiniger Grundherr war die Reichsstadt Nürnberg: Waldamt Laurenzi (See mit 1 Haus und Mühlwerken), Zinsmeisteramt Nürnberg (1 Schankhütte).
Von 1797 bis 1808 unterstand der Ort dem Justiz- und Kammeramt Burgthann. Im Rahmen des Gemeindeedikts wurde Dutzendteich dem 1808 gebildeten Steuerdistrikt Gleißhammer und der im selben Jahr gegründeten Ruralgemeinde Gleißhammer zugeordnet. 1899 wurde Dutzendteich mit Gleißhammer nach Nürnberg eingemeindet.

### Baudenkmäler
Im Statistischen Bezirk Dutzendteich gibt es acht Baudenkmäler:
- Ehemaliges Reichsparteitagsgelände
- Bayernstraße 150: Musikpavillon
- Bayernstraße 155 und 157: Mietshäuser
- Hans-Kalb-Straße 42, 44: Stadionbad
- Jakob-Wolff-Straße 8: Einfamilienhaus
- Max-Morlock-Platz 1: Max-Morlock-Stadion
- Seumestraße 18: Villa mit Umfassungsmauer

### Einwohnerentwicklung
| Jahr      | 001818 | 001824 | 001836 | 001840 | 001861 | 001871 | 001885 |
| Einwohner | 25     | 46     | 45     | 60     | 87     | 127    | 180    |
| Häuser    | 2      | 6      | 5      | 10     |        |        | 30     |
| Quelle    | [ 13 ] | [ 9 ]  | [ 14 ] | [ 15 ] | [ 16 ] | [ 17 ] | [ 18 ] |

## Religion
Dutzendteich ist seit der Reformation evangelisch-lutherisch geprägt und war ursprünglich nach St. Nikolaus und Ulrich (Mögeldorf) gepfarrt, seit der ersten Hälfte des 19. Jahrhunderts ist die Pfarrei St. Peter (Nürnberg) zuständig. Die Einwohner römisch-katholischer Konfession sind nach St. Maximilian Kolbe (Nürnberg) gepfarrt.